# 金剛 (播音員)
金剛（1933年9月6日—），原名周朝杰，是香港的資深播音員。於香港出生，早年就讀銅鑼灣嶺英中學（畢業後仍活躍於母校戲劇組的話劇演出），戰亂後重返香港生活，先在九龍巴士任剪票員，服務於12號線，後來曾在香港電台兼職，經馮展萍介紹，於1959年加入商業電台。由於錄廣播劇時從不犯錯，因此有「埋咪化」的外號（走到麥克風前即進入化境的意思），代表作是《十八樓C座》，飾演周新都（周老闆）。
金剛亦客串過部分電影和電視劇，如電影賭神（1989年）、發財秘笈（1989年）、野獸刑警（1998年）。2001年8月，更為無綫電視遊戲節目《一筆OUT消》擔任參賽者。2007年演出亞洲電視法律資訊節目《今日法庭》（2007年）等。2008年9月起，為亞洲電視旅遊節目《開心到鎮》負責旁白。
近年來，金剛亦參與過廣告及宣傳片。如加豐食品廣告、新鴻基地產廣告幕後配音，以及存款保障計劃宣傳片。
2017年起，為《Fami通 香港》專題通──我們的機械人回憶專欄負責旁白。
2022年2月，金剛確診新冠肺炎。
其胞弟金貴亦是香港著名播音員，於1991年離世。

## 參與演出

### 廣播劇
- 《十八樓C座》 ── 周新都（周老闆）
- 《灶底藏屍》  ── 蘇加達
- 「衛斯理系列」第01齣《紙猴》（1986年）—— 宋堅
- 「衛斯理系列」第31齣《老貓》（1988年）—— 老丁
- 「衛斯理系列」第32齣《後備》（1988年）—— 羅克
- 《香港奇案實錄》廣播劇（1989年-1991年）
- 台慶劇《881愛人是誰》（1995年）── 葉大狀
- 《法網雷霆》（1996年）── 林江
- 《新人類年代紀》（1997年）── 九龍城茅山
- 《風雲雄霸天下》廣播劇（1998年）──雄霸
- 《中華英雄》廣播劇（1999年）── 黑龍司令

### 動畫電影配音
- 《城市獵人》（愛與宿命的密林）（1989年）——海怪
- 《阿里安》（1991年）——哈迪斯

### 電影
- 《天地雄心》（1997年）── 黃金機神
- 《行運一條龍》（1998年）
- 《野獸刑警》（1998年）── 合叔
- 《有情飲水飽》（2001年）── 牛家發
- 《冰封：重生之門》（2013年）── 金舖經理

### 電視劇
- 佳藝電視《碧血劍》飾溫方義
- 佳藝電視《白髮魔女傳》飾金蝎道人
- 佳藝電視《追虎擒龍》飾君叔

### 電視節目
- 無綫電視：《一筆OUT消》（2001年）
- 亞洲電視：《今日法庭》（2007年）
- 亞洲電視：《開心到鎮》（2008年）

### 微電影
- 長者安居協會「一線通平安鐘」《爸爸在哪兒？》（2020年）（與鄧萃雯合演）

### 廣告
烤雞大王 (旁白)

## 歌曲
《一起去衝刺》（收錄於1984年發行雜錦唱片《一曲寄心聲》內）

## 外部連結
- 金剛在881903.com的主持簡介 （页面存档备份，存于）
- 金剛在香港影庫上的簡介